# San Francisco, Surigao del Norte
San Francisco là một đô thị hạng 5 ở tỉnh Surigao del Norte, Philippines. Theo điều tra dân số năm 2000, đô thị này có dân số 11.521 người trong 2.286 hộ.

## Các đơn vị hành chính
San Francisco được chia thành 11 barangay.
- Amontay
- Balite
- Banbanon
- Diaz
- Honrado
- Jubgan
- Linongganan
- Macopa
- Magtangale
- Oslao
- Poblacion